# George Deukmejian
George Deukmejian   (Menands, 6 de juny de 1928 - Long Beach, 8 de maig de 2018) va ser un polític armeno-americà de Califòrnia membre del Partit republicà. Va ser el 33è governador de Califòrnia (1983-1991) i fiscal general de Califòrnia (1979 -1983).

## Joventut
Deukmejian va néixer a Menands, Nova York, on va passar la seva infància. Els seus pares eren armenis, van emigrar des de l'Imperi Otomà l'any 1900, el seu pare va néixer a Gaziantep i la seva mare a Erzurum. El nom de família, Deukmejian, prové de la llengua turca, de la paraula dökmeci, que significa modelador. El pare era comerciant de catifes, mentre la mare primer treballava a Montgomery Ward i més tard com a funcionària per l'Estat de Nova York. Deukmejian va graduar-se en Sociologia a la Universitat de Siena (Albany) el 1949. Després va obtenir un Juris Doctor (JD) de la St. John's University el 1952. De 1953 a 1955, va servir en l'Exèrcit dels EUA, assignat al cos de l'Auditoria General.
Es va traslladar a Califòrnia el 1955. La seva germana, la senyora Anna Ashjian, li presentà a la Glòria Saatjian, els pares de la qual també foren immigrants procedents d'Armènia. Es van casar el 1957 i va tenir tres fills: dues filles, que van néixer el 1964 i el 1969, més tard tingueren un fill, l'any 1966.

## Inicis polítics
A Califòrnia, Deukmejian va entrar en la política després d'un curt període de pràctica privada a Long Beach, al costat de Malcolm M. Lucas. Va ser elegit per representar Long Beach, Califòrnia, a l'Assemblea de l'Estat el 1962. El 1966, es va convertir en senador estatal. El 1969. La primera vegada que es va postular per fiscal general de Califòrnia era el 1970 i va guanyar dues eleccions més tard el 1978 càrrec que va ocupar fins al 1983. Durant aquest temps, va liderar una campanya d'alt perfil contra la marihuana al nord de Califòrnia.

## Governador

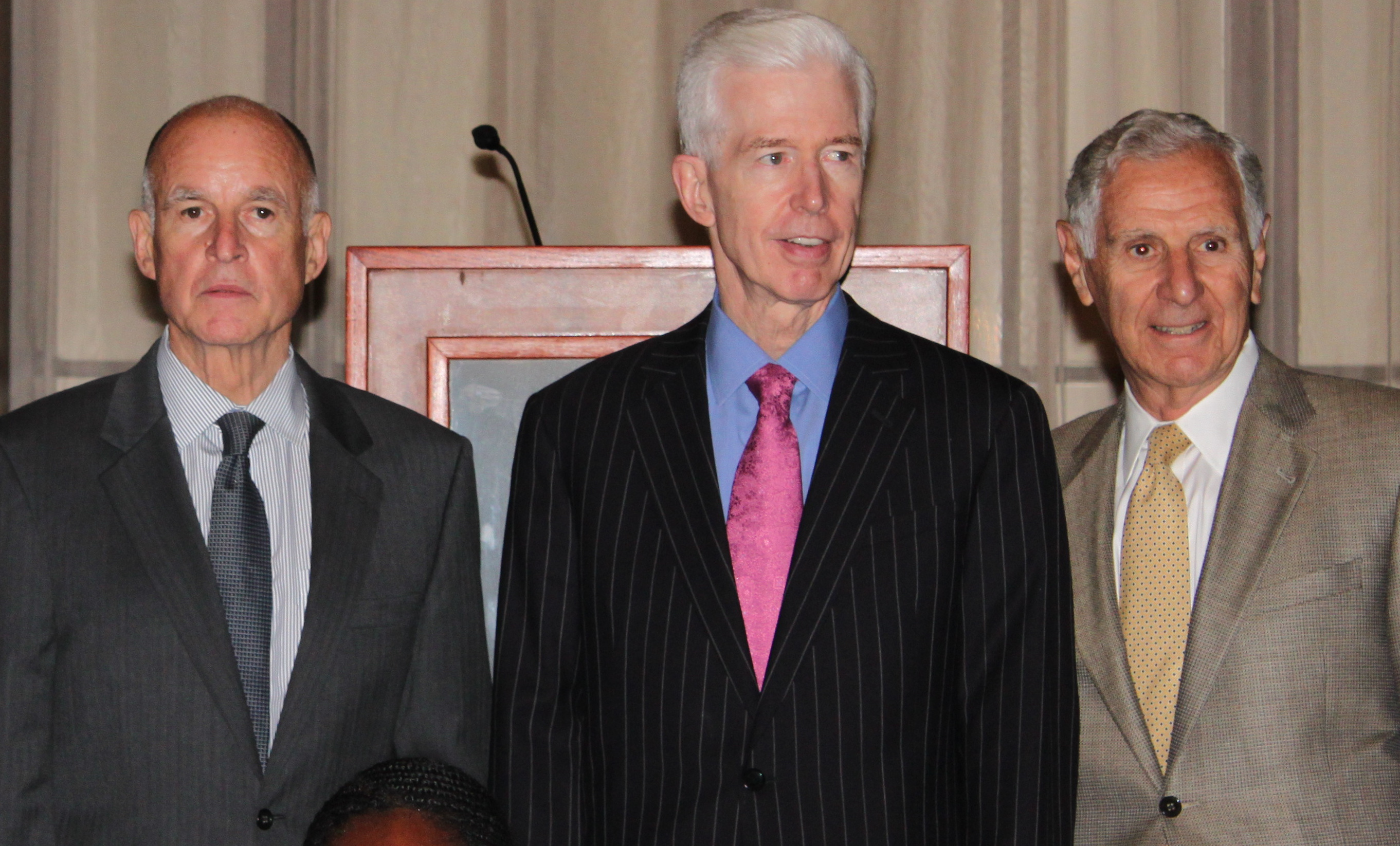
Els governadors Jerry Brown, Gray Davis i Deukmejian (per ordre) el setembre de 2010

El 1982, va ser triat per al seu primer mandat com a governador de Califòrnia, després d'haver derrotat el tinent de governador Michael Curb en les primàries republicanes. Un dels primers patrocinadors principals de Deukmejian va ser l'ex-candidat a governador Joe Shell de Bakersfield, un conservador que s'havia oposat a Richard Nixon en les eleccions primàries de 1962.
En les eleccions generals, es va presentar com un conservador partidari de la seguretat pública i els pressupostos equilibrats. A més, va ser molt crític amb el governador Jerry Brown el governador sortint, i es va comprometre a executar una administració molt diferent. També va criticar fortament a la Cort Suprema estatal, que estava dominada per personalitats nomenades per Brown, també president del Tribunal Suprem durant alguns anys, sobretot amb Rose Bird.
El seu govern es va comprometre a no augmentar els impostos, apel·lant a la comunitat empresarial mitjançant la derogació d'alguns dels consumidors i la protecció del medi ambient. I es va presentar lleis per lluitar contra el crim. Es va enfrontar a una legislatura dominada pels demòcrates de l'estat de Califòrnia durant els seus dos mandats com a governador. Ell era l'únic càrrec públic a nivell estatal republicà fins que Thomas Hayes va ser nomenat Tresorer de l'Estat de Califòrnia, després de la mort del tresorer Jesse Unruh.
El 1988, el llavors vicepresident George W. Bush va considerar el governador Deukmejian com un possible company per a les eleccions presidencials d'aquell any. Durant una missió comercial a Corea del Sud a l'agost, Deukmejian va enviar una carta dient que "no podia ser considerat com a tal", es nega a deixar la gubernatura. Deukmejian no va buscar la reelecció a un tercer mandat com a governador el 1990 les eleccions per a governador, i va ser succeït pel seu col·lega republicà el llavors senador dels Estats Units, Pete Wilson, el 7 de gener de 1991.
El 1991, en les seves últimes dues hores de governador, va vetar el projecte de llei d'exempció d'impostos de propietat aprovat per ambdues càmeres de la Legislatura que s'aplica a les empreses de la construcció de plantes termosolars a Califòrnia. Encara que la Legislatura va aprovar l'exempció a principis de 1991, les empreses encara s'enfrontarien a importants nivells d'impostos a la propietat i altres impostos. Aquesta exempció va ser enfocat cap al SEGS (Solar Energy Generating Systems) una companya constructora de plantes d'energia solar, El seu veto va donar lloc a fallides llum i d'un parèntesi de 15 anys en la construcció de grans projectes d'energia solar a tot el món.

## Post-governació
Deukmejian va ser soci de Sidley & Austin, una firma d'advocats nacionals i internacionals, de 1991 al 2000, quan es va retirar. Va tornar a entrar a la vida pública, en els comitès especials, inclòs en un per reformar el sistema penal de Califòrnia, i un Comitè de la Carta de la reforma a la seva ciutat natal de Long Beach. Ell va supervisar la renovació del Programa de donació voluntària de la Universitat de Califòrnia a Los Angeles (UCLA) després d'un escàndol relacionat amb la venda de parts del cos humà donats per a la ciència.
Va rebre un grau honorari de doctor en lleis de la Universitat Estatal de Califòrnia, Long Beach, el 2008 a causa del seu suport a l'educació i Long Beach.